# 藍野病院
藍野病院（あいのびょういん）は、医療法人恒昭会が大阪府茨木市高田町に設置する病院。

## 診療科
（この節の出典）
- 内科
- 脳神経内科
- 外科
- 整形外科
- 脳神経外科
- 皮膚科
- 眼科
- 泌尿器科
- 耳鼻咽喉科
- 精神科
- 形成外科
- 歯科
- 小児科
- 婦人科
- リハビリテーション科
- 放射線科
- 病理診断科
- 麻酔科

## 医療機関の指定・認定
| 保険医療機関                           | 労災保険指定病院                               |
| 生活保護法指定病院                     | 臨床研修病院（協力型）                         |
| 指定自立支援病院（更生医療）           | 結核指定病院                                   |
| 特定疾患治療研究事業委託医療機関       | 原子爆弾被害者一般疾病医療取扱病院             |
| 精神保健指定医の配置されている医療機関 | 指定小児慢性特定疾病医療機関                   |
| 指定自立支援医療機関（精神通院医療）   | 身体障害者福祉法指定医の配置されている医療機関 |
| 戦傷病者特別援護法指定医療機関         | 公害医療機関                                   |
| 在宅療養後方支援病院                   |                                                |

- 大阪府難病医療協力病院[3]
- 大阪府肝炎専門医療機関[4]
- このほか、各種法令による指定・認定病院であるとともに、各学会の認定施設でもある。

## 交通アクセス
- JR京都線「摂津富田駅」より、無料送迎シャトルバス又はタクシーで約10分[5]

## 関連施設
- 医療法人恒照会
  - 藍野花園病院(大阪府茨木市)
  - あいの訪問看護ステーション(大阪府茨木市)
  - 青葉丘病院(大阪府大阪狭山市)
  - あおば訪問看護ステーション(大阪府大阪狭山市)
  - あおばケアプランセンター(大阪府大阪狭山市)
  - うめだ訪問看護ステーション(大阪府大阪市)
- 学校法人藍野大学
  - 藍野大学(大阪府茨木市)
  - びわこリハビリテーション専門職大学(滋賀県東近江市)
  - 藍野大学短期大学部(大阪府茨木市・富田林市)
  - 藍野高等学校(大阪府茨木市)
  - 滋賀医療技術専門学校(滋賀県東近江市)
  - 藍野大学中央研究施設(大阪府茨木市）